# Yahoo! Answers
Yahoo! Answers – nieistniejąca strona internetowa, będąca częścią Yahoo!. Dzięki niej użytkownicy mogą zadawać pytania oraz odpowiadać na te, które już istnieją. Daje ona możliwość nie tylko pomocy innym i uzyskania potrzebnych informacji, ale również zbierania punktów. W listopadzie 2006 roku liczba pytań wyniosła ponad siedem milionów, a liczba odpowiedzi na nie ponad sześćdziesiąt pięć milionów. 
W celu utworzenia konta użytkownik musi posiadać Yahoo! ID, jednak jako swojego identyfikatora może on użyć dowolnej nazwy. Użytkownik może być również reprezentowany przez specjalny avatar Yahoo! lub obrazek Yahoo! 360°. 
Yahoo! Answers działa w Argentynie, Australii, Brazylii, Chinach, Filipinach, Francji, Hiszpanii, Hongkongu, Indiach, Indonezji, Japonii, Kanadzie, Korei Południowej, Malezji, Meksyku, Niemczech, Nowej Zelandii, Singapurze, Stanach Zjednoczonych, Tajlandii, Tajwanie, Quebec, Wielkiej Brytanii, Wietnamie i Włoszech. 

## Punkty, poziomy i gwiazdki
Pytania są zazwyczaj otwarte na udzielanie odpowiedzi trzy dni, jednakże użytkownik może wybrać opcję, dzięki której temat zostanie zamknięty po minimum godzinie od założenia lub dopiero po upływie siedmiu dni. Aby zadać pytanie użytkownik musi posiadać konto z przewagą punktów pozytywnych.
Poza punktami, na stronie występują poszczególne poziomy, które zwiększają dostęp użytkownika do niej. Poziomy i punkty nie mają żadnej wartości w realnym świecie i nie można nimi handlować, są one jedynie wyznacznikiem aktywności użytkownika na stronie. 
| Poziom | Punkty        |
| ------ | ------------- |
| 1      | 1–249         |
| 2      | 250–999       |
| 3      | 1000–2499     |
| 4      | 2500–4999     |
| 5      | 5000–9999     |
| 6      | 10 000–24 999 |
| 7      | 25 000+       |

Punkty są przyznawane lub odejmowane za:
| Warunek                                                   | Punkty           |
| --------------------------------------------------------- | ---------------- |
| Rozpoczęcie działań na Yahoo! Answers                     | Jednorazowo: 100 |
| Zapytanie o pytanie                                       | -5               |
| Najlepsza odpowiedź została udzielona dla twojego pytania | 3                |
| Najgorsza odpowiedź została udzielona dla twojego pytania | 5                |
| Odpowiedź na pytanie                                      | 2                |
| Usunięcie odpowiedzi                                      | -2               |
| Zalogowanie do Yahoo! Answers                             | Raz dziennie: 1  |
| Głosowanie na najlepszą odpowiedź                         | 1                |
| Głosowanie na najgorszą odpowiedź                         | 0                |
| Twoja odpowedź została wybrana jako najlepsza             | 10               |

## Upominki
Okazjonalnie ekipa Yahoo! Answers wysyła aktywnym użytkownikom darmowe upominki. Są to głównie naklejki, butelki wody, kubki, kurtki oraz torebki Yahoo! Answers. Najczęściej prezenty te są wysyłane w czasie urodzin Yahoo! około grudnia.

## Wyróżnienia
Od czasu do czasu ekipa Yahoo! Answers wybiera spośród milionów użytkowników jednego, który prowadzi swój blog, dotyczący jego działalności na Yahoo! Answers. Jest to sekcja zwana "Featured User". Blog mówi zazwyczaj o aktywności użytkownika na stronie oraz częściowo o jego zainteresowaniach i pasjach. Jest on prowadzony na portalu Yahoo! 360°.
Yahoo! Answers posiada także sekcję "Best of Answers", w której zostają umieszczane pytania, których odpowiedzi zostały wysoko ocenione.

## Krytyka
Strona spotkała się z kilkoma krytycznymi ocenami. Zarzucano jej, że zamiast udzielać potrzebnych informacji, kieruje się ku tworzeniu sieci społecznej.

## Specjalni goście
Część sławnych osób pojawiła się na Yahoo! Answers, by zadać własne pytania. Ci użytkownicy posiadali specjalny znaczek poniżej avatara oraz na stronie swojego profilu. Lista specjalnych gości składa się zarówno z dobrze znanych gwiazd jak i intelektualistów.
Przykłady sławnych osób, które zadały lub odpowiedziały na pytania:
| - Shigeru Miyamoto - Sarah Silverman - John McCain profile - Stephen Hawking profil - Bono profil - Alyssa Milano - Al Gore - Ciara profil - Donald Trump - Dane Cook - Danny Glover - Isaiah Washington - Cindy Crawford - John Woo profil | - Marilyn vos Savant profil - Hillary Clinton - Oprah Winfrey - Michael Crichton - Muhammad Yunus - Laurence Fishburne - Leonardo DiCaprio - Prezydent Dr. APJ Abdul Kalam - Clay Aiken – (UNICEF) - Ludzie, którzy pracowali przy filmie The Number 23 profil - Barack Obama - Constantine Maroulis - Mitt Romney profil - David Filo profil | - Królowa Rania profil - Jane Fonda profil - Joan Didion profil - Reebok profil - Nancy Pelosi profil - Penélope Cruz profil - Elisabeth Shue profil - Matt Dillon profil - Mark Philippoussis profil - Juanes profil |